# Wapen van Veneto

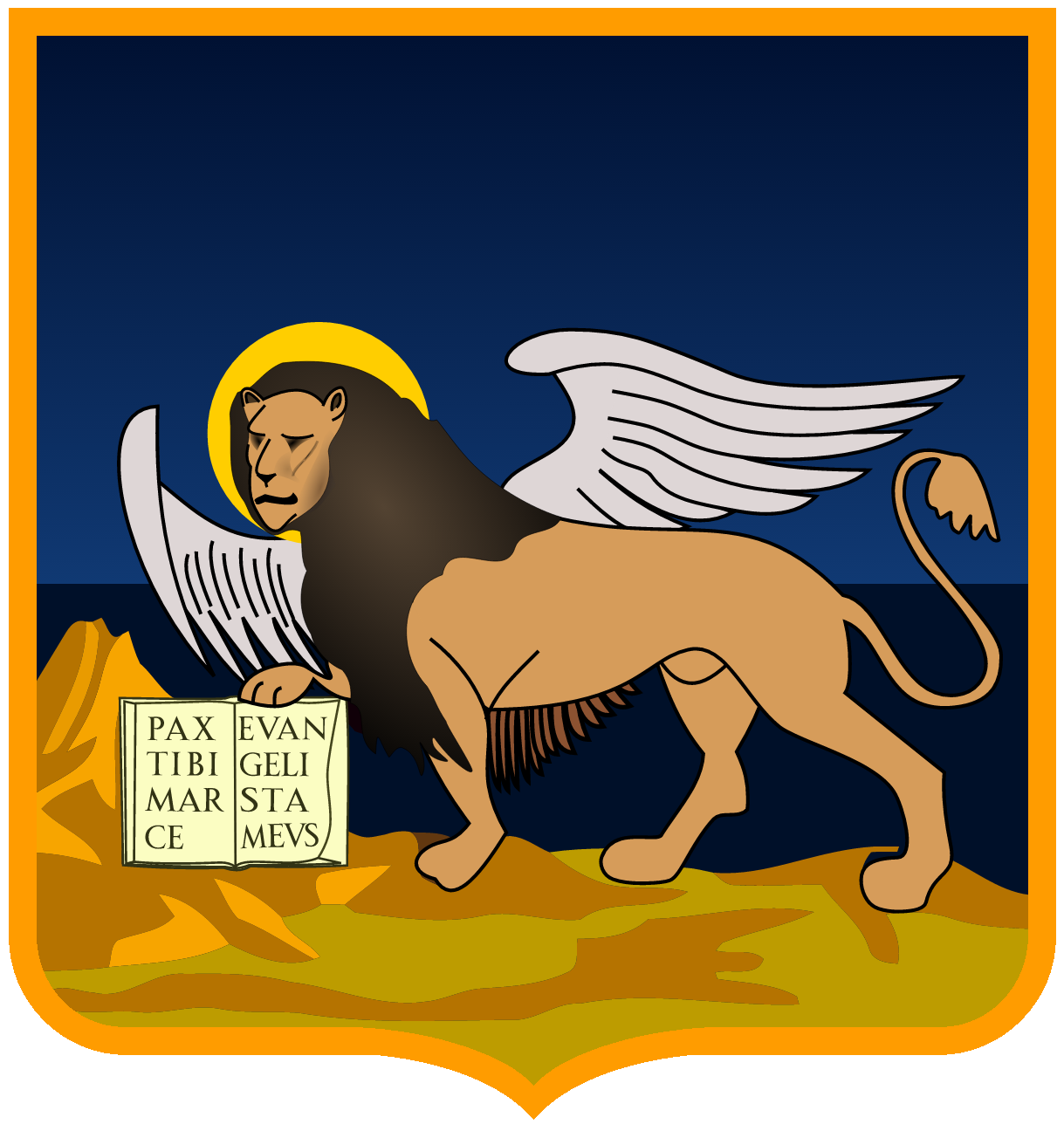

Het wapen van Veneto is het wapen van de Italiaanse regio Veneto. Het toont een leeuw met vleugels van San Marco die staat op een rots in de zee. Voor de leeuw ligt een geopend boek waar de leeuw een poot op heeft liggen. Het wapen van Veneto staat ook op de vlag van Veneto die weer is gebaseerd op de vlag van de Republiek Venetië.